# Urniak
Urniak (en rus: Урняк) és un poble de la República de Marí El, a Rússia, que en el cens del 2010 no tenia cap habitant. Pertany al districte rural de Voljsk.